# Salzstadel Linz

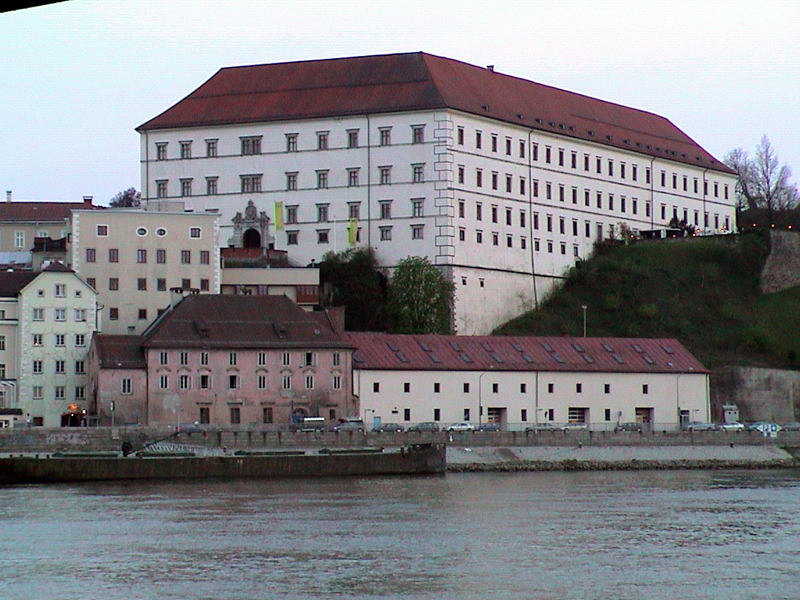
Links das Atelierhaus Salzamt, rechts daneben der ehemalige Salzstadel, beide unter dem Linzer Schloss

Der Salzstadel Linz ist ein ehemaliger Salzstadel des benachbarten ehemaligen Kaiserlichen Salzamtes am südlichen Ufer der Donau in Linz.

## Geschichte
1562 wurde der ehemalige Grashof zu einem Salzstadel umgebaut, um die Salzmengen zwischenlagern zu können, die entlang des Linzer Steigs zum Salzhof in Freistadt und weiter nach Böhmen transportiert wurden. Bereits 1567 wurde mit dem Bau eines zweiten Stadels begonnen. 1619 und 1706 erfolgten Neu- und Umbauten. Im 18. Jahrhundert wurde das eingeschoßige Gebäude aufgestockt. 1911 wurde das Gebäude vom direkt angrenzenden kaiserlichen Salzamt baulich getrennt. Von 1927 bis 1929 wurden die inneren Holzdecken abgebrochen.

## Salzstadel
Das Gebäude ist ein langgestreckter zweigeschoßiger Bau mit Satteldach mit einem hakenförmig angeschlossenen Hofflügel. Die Fassade zur Donau wird von der ehemaligen mittelalterlichen Stadtmauer aus der ersten Hälfte des 13. Jahrhunderts und 15./16. Jahrhunderts gebildet und zeigen noch Reste von ehemaligen Schlüssellochscharten. Die Fassade zeigt trotz Veränderungen mit Nutztoren noch heute den Charakter eines Salzstadels. Auch die kleinen quer liegenden Fenster im Hof zeigen die ehemalige Nutzung als Lagergebäude.